# کریستین کولیک
کریستین کولیک (انگلیسی: Christian Kulik؛ زادهٔ ۶ دسامبر ۱۹۵۲) بازیکن فوتبال اهل لهستان است.
از باشگاه‌هایی که در آن بازی کرده‌است می‌توان به باشگاه فوتبال رویال آنتورپ، باشگاه فوتبال آلمانیا آخن، و باشگاه فوتبال بروسیا مونشن‌گلادباخ اشاره کرد.